# Dark Sun: Shattered Lands
Dark Sun: Shattered Lands ist ein von SSI entwickeltes Computer-Rollenspiel für DOS aus dem Jahr 1993. Es spielt in der Kampagnenwelt Dark Sun des Rollenspiel-Regelwerks Advanced Dungeons & Dragons und verwendete nach den vielen Veröffentlichungen der Gold-Box-Reihe erstmals die von SSI neu entwickelte Dark-Sun-Engine. 1994 erschien eine Fortsetzung mit dem Titel Dark Sun: Wake of the Ravager, 1996 ein MMORPG mit dem Titel Dark Sun Online: Crimson Sands.

## Spielwelt
Dark Sun (dt.: Unter der dunklen Sonne) spielt in der Welt Athas. Das Szenario wird unter anderem als „post-magische Apokalypse“ umschrieben, da die Verwendung der Magie das Land in eine lebensfeindliche Wüste verwandelt hat (vgl. Postapokalypse). Die Welt wird beherrscht von Hexerkönigen und ist durch große Brutalität gekennzeichnet. Dark Sun unterscheidet sich in der Gestaltung von üblichen Fantasywelten.

## Handlung
Schauplatz der Handlung ist der Stadtstaat Draj, regiert vom Hexerkönig Tectukitlay. Dieser wünscht ein großes Blutopfer anlässlich der Fertigstellung seiner Pyramiden zu veranstalten. Sein Ziel ist daher die Auslöschung der wenigen freien Wüstendörfer im Umland Drajs. Der Spieler kontrolliert eine vierköpfige Gladiatorentruppe, die in den Kampfarenen Drajs zur Belustigung des Volks und des Hexerkönigs zum Kämpfen verurteilt ist. Ziel ist die Flucht aus der Gefangenschaft und die Vereinigung der freien Städte, um Tectukitlay vereint gegenüberzutreten und zu vernichten.

## Spielprinzip
Das Spiel beginnt mit der Charaktererstellung der vierköpfigen Heldengruppe. Zur Auswahl stehen sieben Rassen (Mensch, Elf, Halb-Elf, Halbling, Halb-Riese, Mul, Thri-kreen) und sieben Klassen (Kämpfer, Gladiator, Ranger, Dieb, Priester, Preserver, Psioniker). Die Spielwelt besteht aus zusammenhängenden, zweidimensionalen Karten. Das Spiel wird dabei – ähnlich wie in den zeitgenössischen Ultima-Titeln und im Gegensatz zu SSIs vorhergehenden Gold-Box-Serie – durchgängig in einer Vogelperspektive präsentiert. Während der Erkundung der Spielwelt wird die Gruppe üblicherweise durch eine Sammelicon symbolisiert. Nur wenn es zu den rundenbasierten Kämpfen kommt, werden die einzelnen Figuren aufgefächert. Anders als in den vorherigen AD&D-Spielen kann der Spieler nur an vorgegebenen Orten rasten, um Zauber und Lebenspunkte zu regenerieren. Für das schnellere Vorankommen in der Spielwelt existieren Reiseportale.

## Entwicklung
Nachdem die 1988 mit Pool of Radiance eingeführte Gold-Box-Engine Anfang der 1990er ihren Zenit überschritten hatte und die Verkaufszahlen der jüngeren AD&D-Rollenspiele zurückgingen, hoffte SSI diesem Trend mit der VGA-Grafik der neuen Dark-Sun-Engine und einem neuen, unverbrauchten Hintergrundszenario entgegentreten und an den Erfolg der früheren AD&D-Titel anknüpfen zu können. Ursprünglich wurde Shattered Lands für Herbst 1992 angekündigt, doch die Entwicklung verzögerte sich um ein Jahr, sodass der Titel nach mehrfacher Verschiebung erst im Oktober 1993 auf den Markt kam. Ursprünglich sollte das Spiel auch mit einem Echtzeit-Kampfsystem aufwarten, das jedoch im Laufe der Entwicklung wieder wie bei den vorherigen Titeln auf rundenbasiert umgestellt wurde.

## Rezeption
Die bei Ankündigung 1992 noch herausragende Grafik des Spiels war zum Veröffentlichungszeitpunkt im Oktober 1993 bereits nur noch Mittelmaß. Hinzu kommen Kritik am Spielprinzip, das als zu dünn zu bezeichnet wurde und sich allzu zu sehr auf vorgeskriptete Ereignisse stütze. In der Spielezeitschrift Power Play wurden die Handlung und das Szenario als eine Mischung aus Mad Max und Spartacus bezeichnet und als „gehaltvoller Neuzugang im Fantasy-Genre“ gelobt. Kritisiert wurden jedoch Programmfehler, die zum Einfrieren des Spiels führten, sowie die geringe Zahl der festgelegten Rastplätze, die den Spieler zu langen Reisen innerhalb der Spielwelt zwingen. Weitere Kritikpunkte waren zum einen die Maussteuerung, da der Cursor die Interaktionsmöglichkeiten nicht automatisiert durch Iconveränderung, sondern erst nach manuellen Klick aufzeigte; zum anderen wurde die Automap bemängelt, die bereits beim Betreten des Gebietes alle Details zur Levelgestaltung und zum Aufenthaltsort sämtlicher Spielfiguren preisgebe, weshalb das Überraschungsmoment auf der Strecke bleibe.
Wertungsspiegel:
- Power Play: 73 %[2] / 72 % (CD-ROM-Version)[6]

Die einjährige Verzögerung hatte gravierende finanzielle Auswirkungen für Entwickler SSI. Die noch für 1992 veranschlagten Einnahmen blieben aus und konnten nicht ausreichend kompensiert werden. Anfang 1993 mussten daher 20 % der Belegschaft entlassen werden. Letztlich lagen auch die tatsächlichen Einnahmen unter den Erwartungen. Im Sommer 1994 wurde das strauchelnde Unternehmen schließlich von Mindscape übernommen. Die Verzögerung von Dark Sun: Shattered Lands gilt dabei als Ursache für den finanziellen Niedergang des Unternehmens, weshalb das Online-Spielemagazin GameSpot den Titel 1999 in seine Hall of Shame der Top 10 Vaporware aufnahm.

## Fortsetzungen
Der direkte Nachfolger Dark Sun: Wake of the Ravager erschien 1994. Er wurde ebenfalls von SSI entwickelt und für DOS veröffentlicht. Das Spiel führt die Handlung des Vorgängers fort, Schauplatz ist diesmal jedoch die Stadt Tyr. Die Abenteurergruppe des Spielers kommt einer Verschwörergruppe auf die Spur, die die Stadt bedrohen. Das Spielprinzip wurde einigen Ergänzungen ansonsten unverändert mit übernommen.
Im Zuge des Erfolgs von Neverwinter Nights entwickelte SSI basierend auf der Dark-Sun-Engine ein MMORPG mit dem Titel Dark Sun Online: Crimson Sands, das 1996 auf den Markt kam. Zunächst für AT&T entwickelt, wurde das Spiel nach der Absage des ursprünglichen Auftraggebers mit reduziertem Kostenaufwand an das Total Entertainment Network (TEN) vermittelt. Das Projekt litt während der gesamten Entwicklungsphase unter starken zeitlichen und finanziellen Druck. Dies führte unter anderem dazu, dass statt der später üblichen Server-/Client-Struktur ein Peer-to-Peer-Modell für die Verbindung zum Spiel gewählt wurde. Dadurch lagen relevante Spieldateien auf den Rechnern der Anwender, was zu erheblichen Problemen mit Hackern und Charaktermanipulationen führte. 1999 wurde das Spiel eingestellt. Ein von TEN angekündigter Nachfolger wurde nie veröffentlicht, da sich das Geschäftsmodell des Unternehmens zur browserbasierten Spieleplattform pogo.com verschob.